# Aspariegos
Aspariegos es un municipio y lugar español de la provincia de Zamora, en la comunidad autónoma de Castilla y León. Cuenta con una población de 225 habitantes (INE 2024).

## Geografía física

### Ubicación
El municipio de Aspariegos perteneciente a la comarca de Alfoz de Toro de la provincia de Zamora, estando constituido por una sola localidad. Su término municipal cuenta con una superficie de 42,16 km² situados a una altitud media de 670 m. Su casco urbano se encuentra se encuentra asentada sobre un cerro próximo al río Valderaduey, situado a 34 km de Toro, 27 de Villalpando y 24 km de la ciudad de Zamora, la capital provincial. Municipio formado por una sola localidad que se encuentra asentada sobre un cerro próximo al río Valderaduey.
| Noroeste: Arquillinos         | Norte: Castronuevo de los Arcos | Noreste: Pobladura de Valderaduey |
| Oeste: Cerecinos del Carrizal |                                 | Este: Malva                       |
| Suroeste: Torres del Carrizal | Sur: Benegiles                  | Sureste: Villalube                |

### Orografía
Su paisaje se caracteriza por su relieve llano o ligeramente ondulado y deforestado por utilizar sus campos al cultivo del cereal.

### Clima
Cuenta con un clima mediterráneo continentalizado, con una estación estival bastante cálida y seca, e inviernos muy fríos en los que son frecuentes las heladas.

## Historia
Aspariegos acoge en el paraje de la «La Manuela», también llamado por otros «La Salgada», vestigios romanos que han sido identificados como pertenecientes a la antigua «mansio Vico Aqvario» del Itinerario de Antonino. El yacimiento se encuentra en la ribera occidental del río Valderaduey y se extiende sobre una apreciable extensión de terreno (9,40 ha), en el que se han hallado abundantes materiales constructivos de todo tipo, además de cerámicas, molinos y otros vestigios relacionados con la vida cotidiana de la citada mansión romana.
La repoblación organizada por la monarquía leonesa para consolidar sus posiciones en la zona del río Valderaduey dio lugar al emplazamiento actual de Aspariegos, en cuyo término se agrupan los despoblados de Canillos, Fradejas, Grajalejo y Monzón. La villa desierta de Fradejas fue donada en 1142 por el rey Alfonso VII de León al obispo Bernardo de Périgord, quien seis años después le concedió un fuero para conseguir su repoblación. Grajalejo está documentado en varias escrituras de donación, como en la que el Conde Osorio y su esposa donaron en 1159 a la Iglesia de San Salvador la tercia de los diezmos y sus derechos en esta población, donación que repitió en 1168 María Románez con la iglesia de Aspariegos, para finalmente terminar perteneciendo a la Orden de San Juan de Jerusalén. Por su parte, Monzón perteneció al convento de San Jerónimo de Zamora desde 1577 y Canillos tuvo como propietarios a los Marqueses de la Motilla y de la Lapilla, entre otros.
En las Cortes de 1391 un hijo ilustre de la localidad, Ferrant Rodríguez de Aspariegos, fue el representante de Zamora, siendo elegido en las mismas además representante del Reino de León en el Consejo que gobernaría la Corona.
Aspariegos pasó a formar parte de la provincia de Zamora tras la reforma de la división territorial de España en 1833. De esta forma continuó encuadrado dentro de la región leonesa, si bien esta última carecía de cualquier tipo de competencia u órgano común a las provincias que agrupaba, teniendo un mero carácter clasificatorio, sin pretensiones de operatividad administrativa. Tras la constitución de 1978, y la diversa normativa que la desarrolla, Aspariegos pasó a formar parte en 1983 de la comunidad autónoma de Castilla y León, en tanto municipio adscrito a la provincia de Zamora.

## Geografía humana

### Demografía
Cuenta con una población de 225 habitantes (INE 2024).

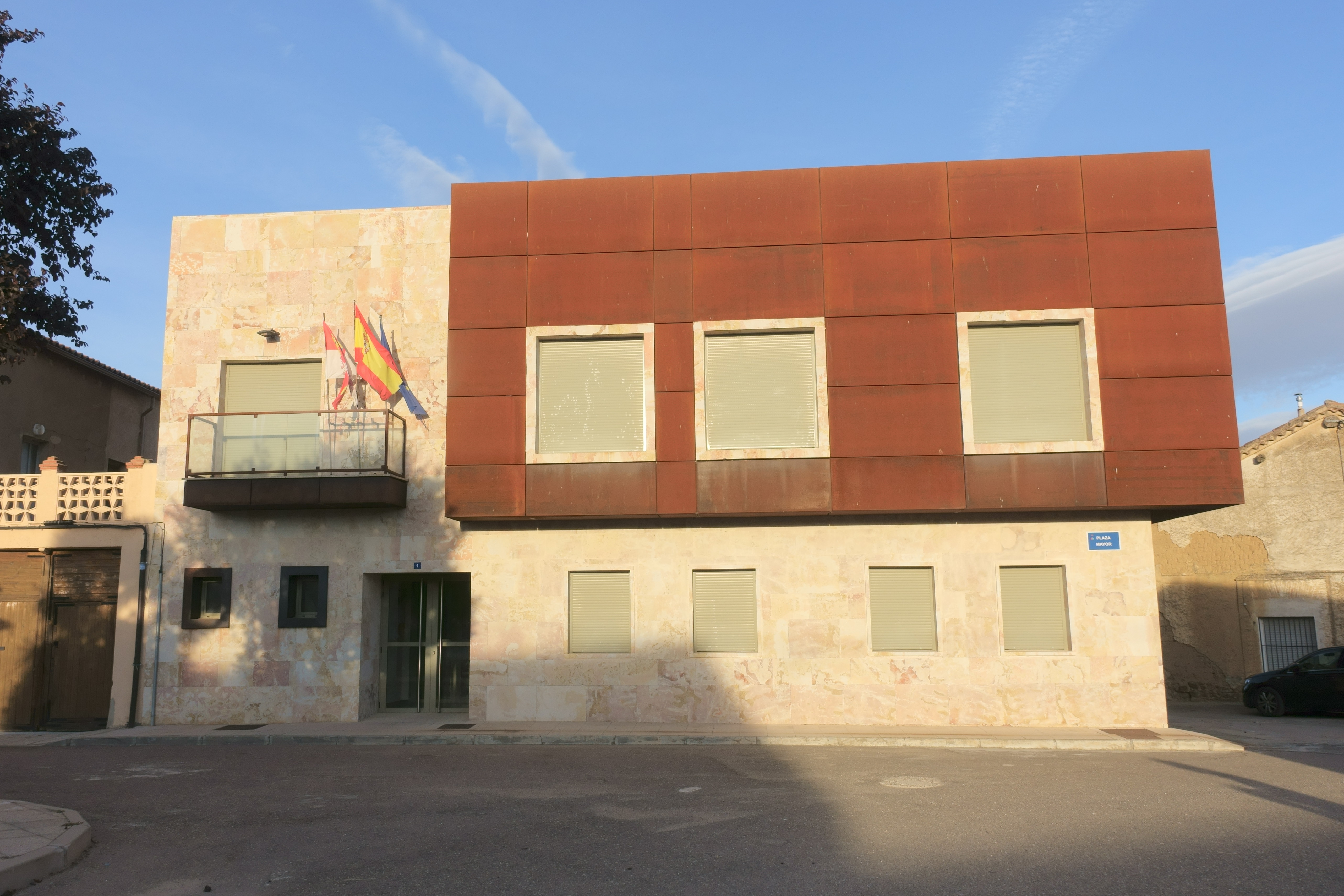
Casa consistorial

| Gráfica de evolución demográfica de Aspariegos entre 1842 y 2021                                                      |
| |
| Población de derecho según los censos de población del INE. Población de hecho según los censos de población del INE. |

## Símbolos
El escudo y la bandera municipal fueron aprobados por el pleno del ayuntamiento de Aspariegos en su sesión del 14 de noviembre de 2003. El escudo heráldico del municipio se representa conforme a la siguiente descripción textual o blasón:

Escudo Heráldico: cortado y medio partido. Primero, de azur con una torre de iglesia de plata, mazonada de sable y cantonada de cuatro estrellas de oro. Segundo, partido, primero de gules con un hacha de plata, encabada de oro, segundo de sinople, sembrado de espigas de oro; entado en punta de plata con ondas de azur. Timbrado de la corona real española.
Boletín Oficial de Castilla y León n.º 110 de 10 de junio de 2004

La descripción textual de la bandera es la que sigue:

Bandera: rectangular de proporciones 2:3 formada por tres colores de su escudo de armas, verde en forma de triángulo rectángulo, rojo en el medio y azul en forma de triángulo rectángulo en el superior derecho
Boletín Oficial de Castilla y León n.º 110 de 10 de junio de 2004

## Cultura

### Patrimonio

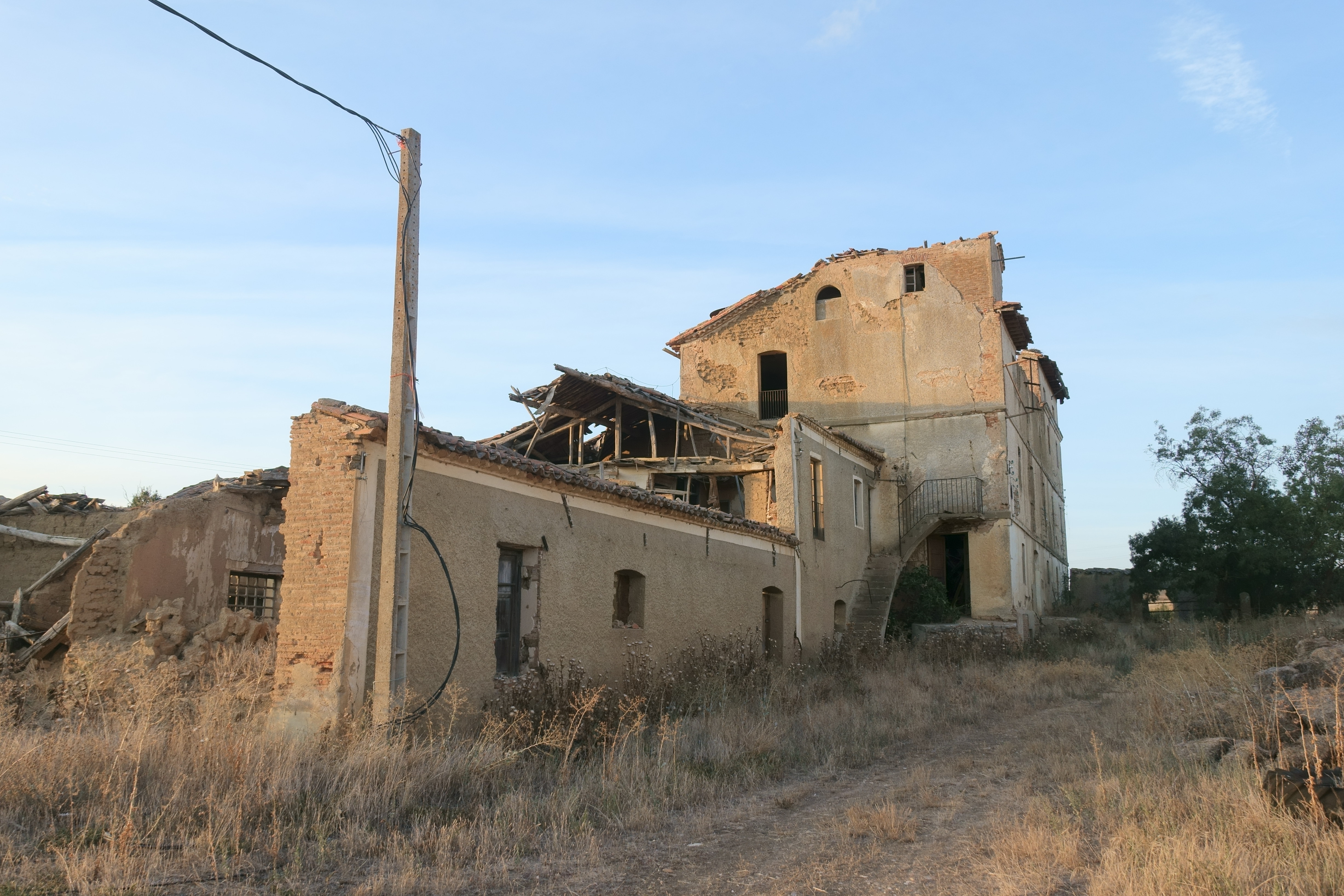
Antigua fábrica

Su principal edificio es la iglesia parroquial de San Martín de Tours, construido en el siglo XVII con mampostería y tapial. Posee un pórtico de ingreso al mediodía, cerrado con rejería de 1922 y espadaña construida sobre el hastial con tres cuerpos. Su interior, totalmente reformado, cubierto con bóvedas en su única nave y cúpula en el crucero, se halla pintado. Cuenta con un Presbiterio de alabastro, con tres hornacinas y ático, está presidido por una imagen de la Virgen con el Niño y otra de San Martín, sobresaliendo una imagen de San José con el Niño Jesús en brazos, obra barroca de incalculable valor.

### Fiestas
Las fiestas locales dan comienzo con las alboradas de los quintos en la noche de Reyes, cuando desfilan por las calles del pueblo pidiendo el aguinaldo y que continúan por la tarde con la tradicional cabalgata. Más adelante se festeja a San Antón (17 de enero), celebración que comienza con una misa y a cuyo término se subastan las ofrendas que le han llevado los vecinos, principalmente dulces y bollos. En febrero se celebran las Candelas (2 de febrero) -con misa y posterior procesión- y las Águedas (5 de febrero). En Semana Santa se hace una representación simbólica de La Última Cena. También son celebradas las festividades de la Santa Cruz (3 de mayo) y de San Isidro (15 de mayo), este último patrón de los labradores.